# 菅原雅芳
菅原 雅芳（すがわら まさよし、11月4日 - ）は、日本の男性声優。賢プロダクション所属。北海道札幌市厚別区出身。

## 略歴
代々木アニメーション学院札幌校卒業。スクールデュオ10期生。
2019年8月よりYouTubeチャンネル「Project声遊」を主宰している。

## 人物
特技はスポーツ全般。趣味はボードゲーム、カードゲーム、歌。
カードゲームアニメに出演したことを機にアナログなゲームにハマり、ボードゲームにもハマる。好きな食べ物は生クリーム。

## 出演
太字はメインキャラクター。

### テレビアニメ
2011年
- アスタロッテのおもちゃ!（店員）
- ジュエルペット サンシャイン（ワニ山の手下）
- 世界一初恋2（男）
- そふてにっ（男子生徒）
- デッドマン・ワンダーランド（上島）
- ぬらりひょんの孫 〜千年魔京〜（陰陽師、京妖怪）

2012年
- クイーンズブレイド リベリオン（骸骨船員）
- バトルスピリッツ ソードアイズ（お客C）
- BTOOOM!（07〈チームの仲間〉）
- メタルファイト ベイブレード ZEROG（取り巻きC）

2013年
- アイカツ!（カメラマン、実況）
- AMNESIA（男性客）
- 宇宙戦艦ヤマト2199（きりしま砲雷士、きりしま左舷少年兵、あぶくま副長、巡洋艦艦長、航空隊員A、砲兵、通路のクルー）  - 2012年先行上映
- 最強銀河 究極ゼロ 〜バトルスピリッツ〜（2013 - 2014年、マスター、カードバトラー、作業員、チンピラ、霧雨のポロック 他）
- ジュエルペット きら☆デコッ!（イケメンA）
- ジョジョの奇妙な冒険（2013年 - 2015年、研究者A、吸血鬼A、大人A、ゾンビA、男B） - 3シリーズ
- 探検ドリランド -1000年の真宝-（客）
- 忍たま乱太郎（卍 雄太郎〈2代目〉、山賊）
- ビビッドレッド・オペレーション（司令、あおいの父、部員B、れいの父、医師 他）
- まおゆう魔王勇者（村人C、遠征軍士官B、群衆、従士、狩人B）
- ヤマノススメ

2014年
- SHIROBAKO（木佐光秀、支店長、池谷ひろし）
- デュエル・マスターズ VS（2014年 - 2017年、ホカベン、キラー・ザ・キル、音速ニトログラフ） - 3シリーズ
- ドラえもん（テレビ朝日版第2期）（男A）
- Free! シリーズ（2014年 - 2018年、美波一輝） - 2シリーズ
- 魔法科高校の劣等生（工作員）

2015年
- 攻殻機動隊 ARISE ALTERNATIVE ARCHITECTURE（警備員、兵士A、鑑識官）
- 名探偵コナン（タクシー運転手）
- ルパン三世 PART IV（バイヤー）

2016年
- 甲鉄城のカバネリ（武士）

2017年
- デュエル・マスターズ（2017年 - 2022年、ラビット大佐、モモダチ ケントナーク、ウマキン☆プロジェクト、ケントナーク<ディルガ.Star>、ケントナーク 他） - 6シリーズ
- ベイブレードバースト ゴッド（イワン・ザコビッチ）

2018年
- ルパン三世 PART5（不乱剣博士）

2020年
- のりものまん モービルランドのカークン（2020年 - 2022年、ローリー、カビタン、ローラ、カガク、ドンドン、アドトラック、ラッキー 他）
- THE GOD OF HIGH SCHOOL ゴッド・オブ・ハイスクール（リュ・ヒュンボク）

2022年
- デュエル・マスターズ WIN（2022年 - 2024年、斬札ガッツ〈パパリン〉） - 2シリーズ
- ふしぎ駄菓子屋 銭天堂（メグロ・メジロ）

2024年
- 終末トレインどこへいく?（栄作）

### 劇場アニメ
- 攻殻機動隊 ARISE border:3 Ghost Tears（2014年、鑑識）
- 劇場版 境界の彼方 －I'LL BE HERE－未来篇（2015年、異界士）
- クレヨンしんちゃん 爆盛!カンフーボーイズ〜拉麺大乱〜（2018年、イケメンB）
- 劇場版 SHIROBAKO（2020年、中垣内伸昭、木佐光秀、池谷ひろし[11]）

### OVA
- 銀河英雄伝説 Die Neue These 星乱（2019年、アルフレット・フォン・ランズベルク[12]）

### ゲーム
- エーデルブルーメ（2008年、レオ、ディメトリオ）
- タイムホロウ 奪われた過去を求めて（2008年、一柳清作、二宮朔太郎） ※「菅原雅義」名義
- ロウきゅーぶ!（2011年）
- ジェネレーション オブ カオス6（2012年、ゲイリー[13]、ジェイコブ）
- Fallout 4（2015年、マクレディ[14]）
- ガンダムブレイカー3（2016年、バイラス[15]）

### 吹き替え

#### 映画
- アイリッシュ・ウィッシュ（ポール〈アレクサンダー・ヴラホス〉）
- 憧れのウェディング・ベル（ダグ〈ケヴィン・ハート〉）
- イエスタデイ（ジャック・マリク〈ヒメーシュ・パテル〉）
- 一枚のめぐり逢い（ビクター）
- イントゥ・ザ・ストーム（ダリル〈アーレン・エスカーペタ〉）
- X-MEN:フューチャー&パスト（マフィア）
- エンド・オブ・ホワイトハウス（ジョーンズ特別捜査官）
- L.A. ギャング ストーリー（ハーバード）
- グローリー・ショット -栄光への軌跡-（サミー）
- 猿の惑星: 新世紀（ブルーアイズ）
- SQUATTERS 〜不法占拠者〜（ジョナス〈トーマス・デッカー〉）
- 西遊記〜はじまりのはじまり〜（村人11）
- ソウル・サーファー（ティミー・ハミルトン〈クリス・ブロシュー〉）
- ディヴァイド（エイドリアン〈アシュトン・ホームズ〉）
- トレマーズ コールドヘル（トラヴィス・B・ウェルカー〈ジェイミー・ケネディ〉）
- ナンバー10（ベン）
- ニード・フォー・スピード（プロデューサー）
- NY心霊捜査官（サンティーノ〈ショーン・ハリス〉）
- ネイビーシールズ（エイジェイ）
- バトル・オブ・ザ・イヤー ダンス世界決戦（フランクリン〈ジョシュ・ペック〉）
- 127時間（アーロン・ラルストン〈少年時代〉）
- プロジェクト・アルマナック
- ボディ・ハント（タイラー・レイノルズ〈ノーラン・ジェラード・ファンク〉）
- ホワイトハウス・ダウン（ヘリ副操縦士[16]）
- ミスター・サンタを探して
- 蜜の味〜テイスト・オブ・マネー〜（ユン・チョル）
- ラッシュ/プライドと友情（ガイ・エドワーズ〈ジェームズ・ノートン〉）
- ラ・ワン（ウォルター）
- レッド・バロン
- レディ・バード（カイル・シャイブル〈ティモシー・シャラメ〉）

#### ドラマ
- ATHENA -アテナ-（ミング）
- ALCATRAZ/アルカトラズ
- ALPHAS/アルファズ（ゲイリー・ベル〈ライアン・カートライト〉）
- アンフォゲッタブル 完全記憶捜査
- 美男〈イケメン〉ラーメン店
- NCIS 〜ネイビー犯罪捜査班
- THE KILLING/キリング（ウーラブ、オリバー）
- 救命医ハンク セレブ診療ファイル
- CSI:11 科学捜査班
- シティーハンター in Seoul（ソン・ホヨル）
- ジャーナリスト事件簿〜匿名の影〜（アンドレアス・ヴェロス〈アレックサンデル・テゥーンビ・ロッセラン〉）
- 私立探偵ヴァルグ（クリスティアン・ファスメル〈オリャン・ハンダール・ディメストール〉）
- SUITS/スーツ（サイモン）
- スーパーナチュラル（エライア）
- それいけ! ゴールドバーグ家（バリー〈トロイ・ジェンティーレ〉）
- ナース・ジャッキー（フランキー）
- 光と影
- 復活（パク・ヒス）
- 弁護士イーライのふしぎな日常（カーター）
- ボードウォーク・エンパイア 欲望の街（ウィリー）
- ボストン・リーガル（ギャレット〈ジャスティン・メンテル〉）
- マイ・プリンセス（コン〈イ・ギグァン〉）
- ユーリカ 〜事件です!カーター保安官〜（ビスマルク）
- ライ・トゥ・ミー 嘘は真実を語る（ダン）
- 乱暴〈ワイルド〉なロマンス（チョ・ヒョヌ）

#### アニメ
- ATOM（兵士）
- スター・ウォーズ/クローン・ウォーズ (テレビアニメ)
- スポンジ・ボブ 海のみんなが世界を救Woo!（カモメ3）
- ドックはおもちゃドクター（ウーイー）
- ブルー 初めての空へ（コウモリ）
- マイリトルポニー〜トモダチは魔法〜（馬車乗りポニー）
- 緑のたまごとハム 〜サムとガイの大冒険〜（サム）
- ロボット・キッカーズ（サボック）
- オッドボールズ（ジェームズ・ラリソン）

### ボイスオーバー
- プロジェクト・ランウェイ（マイケル・コステロ）

### CM
- 札幌大学（映像出演）

### 舞台
- 屋根裏の記憶（KnockKnock Project）
- 褒め殺し（パセリス）
- 贋作・罪と罰（チーム・ステュディオス）
- 悪役令嬢後宮物語（劇団た組。／わをん企画）

## ディスコグラフィ

### キャラクターソング
| 発売日         | 商品名                                                                           | 歌                                                                                           | 楽曲                 | 備考                                            |
| -------------- | -------------------------------------------------------------------------------- | -------------------------------------------------------------------------------------------- | -------------------- | ----------------------------------------------- |
| 2018年12月26日 | Free!-Dive to the Future- キャラクターソングミニアルバム Vol.2 Close Up Memories | 似鳥愛一郎（宮田幸季）、御子柴百太郎（鈴村健一）、魚住拓也（相楽信頼）、美波一輝（菅原雅芳） | 「YES!! 鮫柄水泳部」 | テレビアニメ『Free!-Dive to the Future-』関連曲 |

### シリーズ一覧
1. ↑  1st Season（2013年）、2nd Season前半『スターダストクルセイダース』（2014年）、2nd Season後半『スターダストクルセイダース エジプト編』（2015年）
2. ↑  第1期（2014年 - 2015年）、第2期『VSR』（2015年 - 2016年）、第3期『VSRF』（2016年 - 2017年）
3. ↑  第2期『-Eternal Summer-』（2014年）、第3期『-Dive to the Future-』（2018年）
4. ↑  【デュエル・マスターズ（2017年版）】

第1期（2017年 - 2018年）、第2期『デュエル・マスターズ！』（2018年 - 2019年）、第3期『デュエル・マスターズ!!』（2019年 - 2020年）

【デュエル・マスターズ キング】

第1期（2020年 - 2021年）、第2期『キング！』（2021年 - 2022年）、第3期『キングMAX』（2022年）
5. ↑  第1期（2022年 - 2023年）、第2期『決闘学園編』（2023年 - 2024年）